# Cassandra Rensch
Cassandra Rensch (* 9. Mai 1997 in Lausanne) ist eine Schweizer Eishockeyspielerin, die seit 2023 erneut bei den Fribourg-Gottéron Ladies in der Schweizer Women’s League unter Vertrag steht. Ihr Bruder Derian Rensch ist ebenfalls als Eishockeyspieler aktiv.

## Karriere

### Verein
Cassandra Rensch spielte bereits mit acht Jahren mit gleichaltrigen Knaben Eishockey zu spielen. Dort lernte sie das körperbetonte, schnelle Spiel. Mit 13 Jahren gehörte die Verteidigerin zum Mini-A-Team der École de hockey Jean Tinguely (EHPJT) in Marly. Sie durchlief dort bis 2014/15 alle Nachwuchsklassen bis zur U17. Gleichzeitig spielte sie beim Fribourg Ladies Hockey Club in der SWHL C, dessen Team in dieser Zeit zweimal unter den Farben von Fribourg-Gottéron spielte und in der Saison 2022/23 mit dem Klub fusionierte.
Nach einem Abstecher zum HC Université Neuchâtel in der Saison 2012/13, wo Rensch zum ersten Mal in der höchsten Leistungsklasse (SWHL A) spielte und es bis in die Playoffs schaffte, kehrte sie zu ihrem früheren Verein zurück. Im Sommer 2015 wechselte sie für drei Spielzeiten erneut in die höchste Liga zum EV BOMO Thun, der später in die SC Bern Frauen überging. Nach der erneuten Rückkehr nach Freiburg im folgenden Jahr, entschied sie sich darauf zum Wechsel zum Klub Neuchâtel Hockey Academy, wo sie erstmals eine ganze Saison als Stürmerin spielte. Es folgten zwei weitere Saisons beim EV BOMO Thun, bevor sie im Sommer 2023 zu Fribourg-Gottéron zurückkehrte, wo sie seither spielt. 

### Nationalteam
13-jährig wurde sie in die Schweizer U15-Frauen-Nationalmannschaft berufen. 2013 wurde sie für den U18-Nationalkader nominiert, konnte jedoch krankheitshalber nicht spielen. Zwei Jahre später debütierte sie für die Schweizer Eishockeynationalmannschaft der Frauen bei einem Testspiel gegen Frankreich, das die Schweiz mit 2:1 gewann. Im Februar und November 2024 absolvierte sie weitere sieben Länderspiele im Rahmen der Euro Hockey Tour für das Nationalteam.